# Medaglia Fields

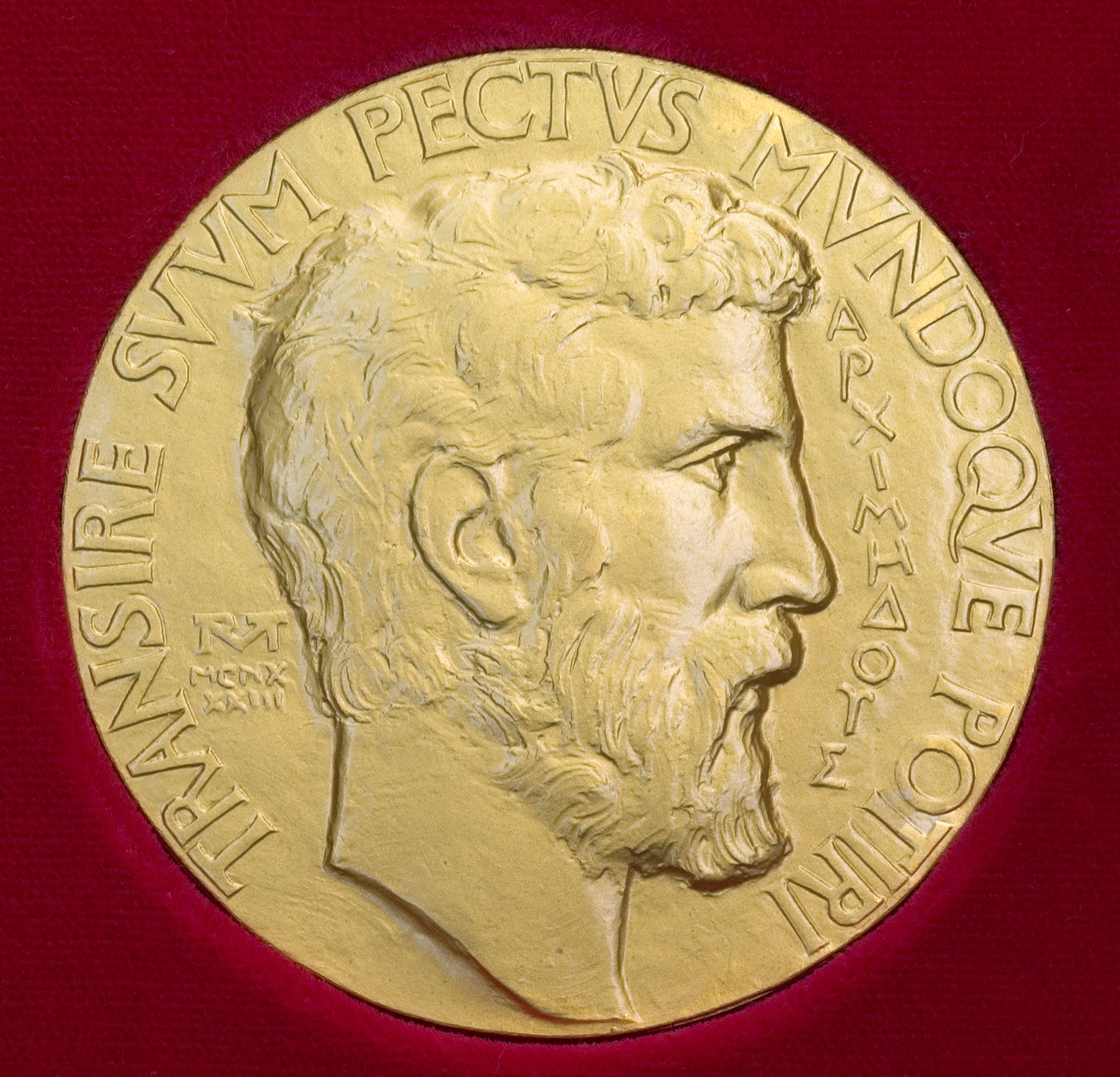
Recto della medaglia Fields. Vi è inciso il volto di Archimede e la sua frase: Transire suum pectus mundoque potiri ("Elevarsi al di sopra di sé stessi e conquistare il mondo").

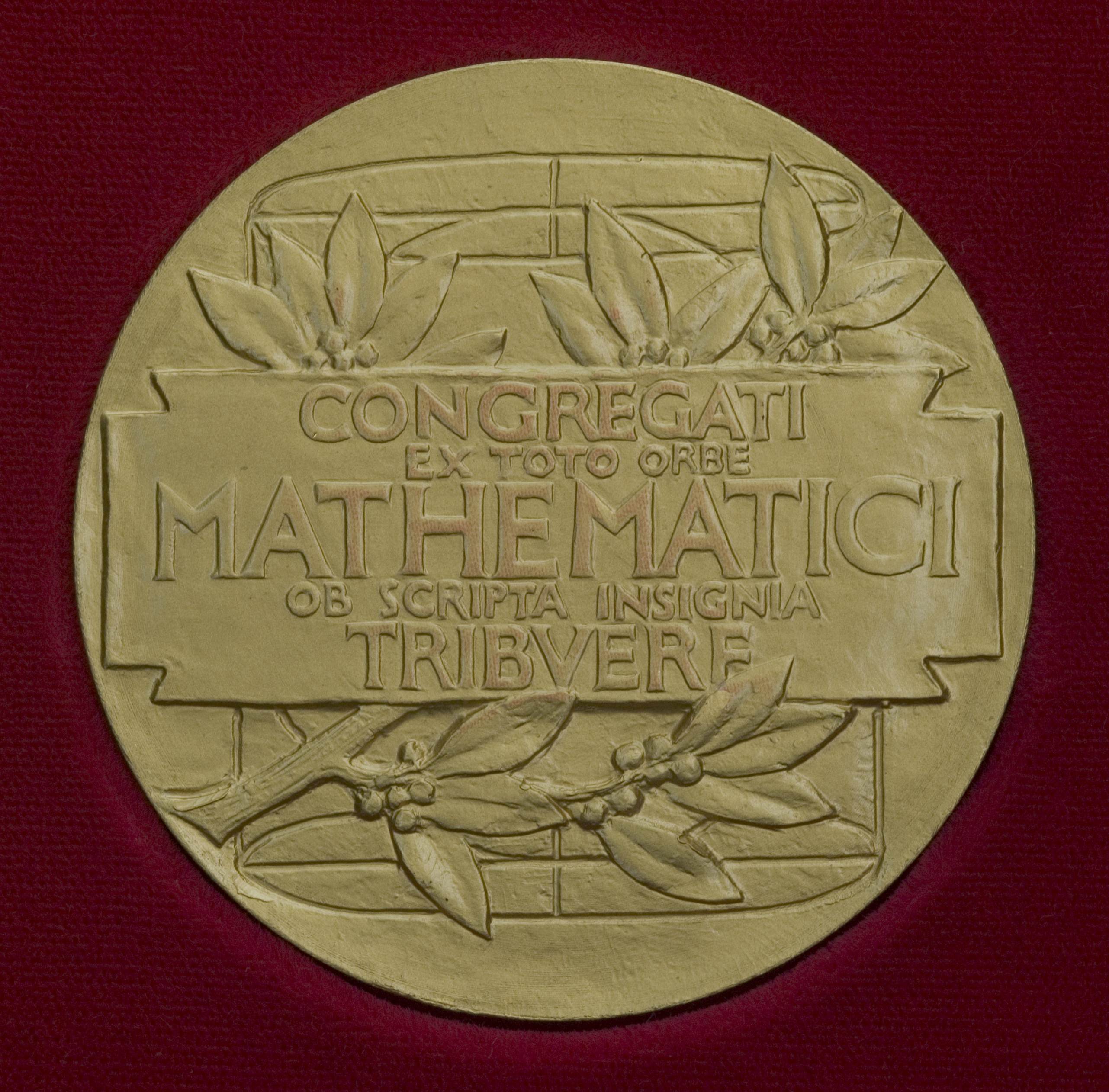
Rovescio: Congregati ex toto orbe mathematici ob scripta insignia tribuere ("I matematici riuniti da tutto il mondo hanno attribuito [questa medaglia] per contributi eccezionali")

La International Medal for Outstanding Discoveries in Mathematics, o più semplicemente medaglia Fields, è un premio riconosciuto a matematici di età inferiore a 40 anni in occasione del Congresso internazionale dei matematici della International Mathematical Union (IMU), che si tiene ogni quattro anni.
È spesso considerata come il più alto riconoscimento che un matematico possa ricevere: assieme al premio Abel è da molti definita il "Premio Nobel per la matematica", sebbene l'accostamento sia improprio per varie ragioni, tra cui il limite di età insito nel conferimento della medaglia Fields, non presente nel Premio Nobel. Il nome comunemente usato per identificare il premio è in onore del matematico canadese John Charles Fields, il quale è stato indispensabile nell'ideazione del premio, nel disegno della medaglia vera e propria e nel raccogliere i fondi che permettessero la nascita del premio stesso.
La medaglia fu assegnata per la prima volta nel 1936, al finlandese Lars Ahlfors e allo statunitense Jesse Douglas, ed è stata assegnata ogni quattro anni a partire dal 1950. Il riconoscimento viene accompagnato da un premio in denaro di 15 000 dollari canadesi.

## Descrizione
La medaglia Fields è assegnata ogni quattro anni in occasione del Congresso internazionale dei matematici come riconoscimento di straordinari contributi in campo matematico e come incentivo al raggiungimento di ulteriori contributi di pari livello, a partire dal 1936. Nella stessa occasione vengono consegnati anche i seguenti premi: premio Nevanlinna, premio Carl Friedrich Gauss, medaglia Chern e Leelavati Award. 
La commissione incaricata di assegnare la medaglia Fields è nominata dal comitato esecutivo dell'IMU e normalmente è presieduta dal presidente della stessa. È richiesto che vengano scelti almeno due, o ancora meglio quattro, vincitori della medaglia, avendo l'accortezza di rappresentare diversi campi della matematica. È richiesto inoltre che il candidato non abbia compiuto i quarant'anni di età nell'anno di assegnazione del premio.
La medaglia Fields è spesso definita come il "premio Nobel della matematica" perché è considerata tra i più prestigiosi riconoscimenti internazionali in ambito matematico. Tuttavia l'accostamento è improprio per una serie di motivi: innanzitutto perché la medaglia Fields viene assegnata ogni quattro anni e non, come l'attuale premio Nobel, a cadenza annuale; in secondo luogo, per via del limite di età: vengono infatti premiati solo i matematici di età inferiore ai quarant'anni; e, infine, per il criterio di assegnazione: la medaglia è destinata agli autori di un insieme di lavori omogenei, piuttosto che agli artefici di risultati particolari, come ad esempio la dimostrazione di un teorema.
Anche il premio monetario è differente: la medaglia Fields è accompagnata da un assegno di 15 000 dollari canadesi mentre l'accademia svedese accompagna l'assegnazione del Nobel a 8 milioni di corone svedesi (un premio indicativamente 100 volte maggiore). Per questi motivi, l'analogo del "Premio Nobel per la matematica" viene più spesso indicato nel Premio Abel, istituito nel 2003, che viene assegnato dall'Accademia Norvegese delle Scienze e Lettere a cadenza annuale, senza limiti di età e che conferisce al vincitore una cifra paragonabile al Nobel (circa 1 milione di dollari). 
Prima dell'istituzione del premio Wolf per la matematica, nel 1978, non vi era alcun premio di alto profilo per matematici di età superiore ai quarant'anni.

## Vincitori
| Anno | Sede ICM       | Vincitori                        | Istituzione affiliata                                            | Motivazione |
| ---- | -------------- | -------------------------------- | ---------------------------------------------------------------- | --- |
| 1936 | Oslo           | Lars Ahlfors                     | Università di Helsinki                                           | Per la ricerca sulle superfici ricoprenti relative alle superfici di Riemann delle inverse di funzioni intere e meromorfe, aprendo un nuovo campo dell'analisi. |
| 1936 | Oslo           | Jesse Douglas                    | Massachusetts Institute of Technology                            | Per l'importante lavoro sul problema di Plateau, incentrato sulla ricerca di superfici minime di connessione e determinate da un contorno fisso. |
| 1950 | Cambridge      | Laurent Schwartz                 | Università di Nancy                                              | Per aver sviluppato la teoria delle distribuzioni, una nuova nozione di funzione generalizzata motivata dalla funzione delta di Dirac della fisica teorica. |
| 1950 | Cambridge      | Atle Selberg                     | Institute for Advanced Study                                     | Per aver sviluppato generalizzazioni della teoria dei crivelli di Viggo Brun; per aver raggiunto risultati decisivi sugli zeri della funzione zeta di Riemann; per aver dato (con Paul Erdős) una dimostrazione elementare del teorema dei numeri primi, con una generalizzazione ai numeri primi in una progressione aritmetica arbitraria. |
| 1954 | Amsterdam      | Kunihiko Kodaira                 | Institute for Advanced Study                                     | Per aver ottenuto risultati decisivi nella teoria degli integrali armonici con numerose applicazioni alle varietà di Kähler e più specificamente alle varietà algebriche. Per aver dimostrato, mediante la coomologia di fasci, che queste varietà sono varietà di Hodge. |
| 1954 | Amsterdam      | Jean-Pierre Serre                | Centre national de la recherche scientifique                     | Per aver ottenuto risultati decisivi nei gruppi di omotopia delle sfere, specialmente con l'utilizzo del metodo delle successioni spettrali; per aver riformulato ed esteso alcuni dei risultati principali della teoria delle variabili complesse in termini di fasci. |
| 1958 | Edimburgo      | Klaus Roth                       | Imperial College London                                          | Per aver risolto nel 1955 il famoso problema di Thue-Siegel riguardante l'approssimazione di numeri algebrici con numeri razionali, e aver dimostrato nel 1952 che una sequenza priva di tre numeri in progressione aritmetica ha densità zero (una congettura del 1935 di Paul Erdős e Pál Turán). |
| 1958 | Edimburgo      | René Thom                        | Università di Strasburgo                                         | Per aver inventato e sviluppato nel 1954 la teoria del cobordismo nella topologia algebrica. Questa classificazione delle varietà si basa sull'utilizzo della teoria dell'omotopia ed è stato il primo esempio di teoria generale della coomologia. |
| 1962 | Stoccolma      | Lars Hörmander                   | Università di Stoccolma                                          | Per il suo lavoro sulle equazioni differenziali alle derivate parziali; in particolare, per il contributo alla teoria generale degli operatori lineari differenziali. Il problema risaliva ad uno dei problemi di Hilbert del 1900. |
| 1962 | Stoccolma      | John Milnor                      | Università di Princeton                                          | Per aver dimostrato che una sfera 7-dimensionale può avere diverse strutture differenziali, conducendo alla creazione della topologia differenziale. |
| 1966 | Mosca          | Michael Atiyah                   | Università di Oxford                                             | Per il suo lavoro congiunto con Hirzebruch nella K-teoria, per aver dimostrato insieme a Isadore Singer il teorema dell'indice per gli operatori ellittici su varietà complesse; per il lavoro in collaborazione con Bott sulla dimostrazione di un teorema di punto fisso relativo alla Formula di Lefschetz. |
| 1966 | Mosca          | Paul Joseph Cohen                | Università di Stanford                                           | Per aver utilizzato una tecnica chiamata "forcing" per dimostrare l'indipendenza nella teoria degli insiemi dell'assioma della scelta e dell'ipotesi del continuo generalizzata. Quest'ultimo era il primo dei problemi di Hilbert del 1900. |
| 1966 | Mosca          | Alexander Grothendieck (apolide) | Institut des Hautes Études Scientifiques                         | Per aver sviluppato il lavoro di Weil e Zariski ed aver effettuato fondamentali passi avanti nella geometria algebrica; per aver introdotto l'idea di K-teoria (i gruppi e gli anelli di Grothendieck); per aver rivoluzionato l'algebra omologica nel suo famoso "articolo di Tohoku". |
| 1966 | Mosca          | Stephen Smale                    | Università della California - Berkeley                           | Per il suo lavoro nella topologia differenziale, dimostrando la congettura di Poincaré generalizzata in dimensione n>=5: ogni varietà n-dimensionale chiusa omotopicamente equivalente alla sfera n-dimensionale è omeomorfica ad essa; per aver introdotto il metodo del corpo con manici per risolvere questo problema ed altri correlati. |
| 1970 | Nizza          | Alan Baker                       | Università di Cambridge                                          | Per aver generalizzato il teorema di Gelfond-Schneider (soluzione del settimo problema di Hilbert), generando numeri trascendenti non ancora identificati. |
| 1970 | Nizza          | Heisuke Hironaka                 | Università di Harvard                                            | Per aver generalizzato il lavoro di Zariski, che ha dimostrato in dimensione n<=3 il teorema riguardante la risoluzione delle singolarità su una varietà algebrica. Hironaka ha dimostrato il risultato in tutte le dimensioni. |
| 1970 | Nizza          | Sergej Novikov                   | Università statale di Mosca                                      | Per aver realizzato importanti avanzamenti nella topologia, il più noto dei quali è stata la sua dimostrazione dell'invarianza topologica delle classi di Pontrjagin delle varietà differenziabili. Il suo lavoro include uno studio della coomologia e dell'omotopia degli spazi di Thom. |
| 1970 | Nizza          | John G. Thompson                 | Università di Cambridge                                          | Per aver dimostrato congiuntamente con Walter Feit che tutti i gruppi finiti semplici non ciclici hanno ordine pari. L'estensione di questo lavoro da parte di Thompson ha determinato i gruppi finiti semplici minimi, cioè i gruppi finiti semplici i cui sottogruppi propri sono risolubili. |
| 1974 | Vancouver      | Enrico Bombieri                  | Università di Pisa                                               | Per aver portato importanti contributi nell'ambito dei numeri primi, delle funzioni univalenti e della congettura di Bieberbach locale, nella teoria delle funzioni di più variabili complesse e nella teoria delle equazioni alle derivate parziali e delle superfici minime; in particolare, alla soluzione del problema di Bernstein in più dimensioni. |
| 1974 | Vancouver      | David Mumford                    | Università di Harvard                                            | Per il suo contributo ai problemi di esistenza e struttura di varietà di moduli, varietà i cui punti parametrizzano classi di isomorfismi per qualche tipo di oggetto geometrico. Ha portato inoltre importanti contributi alla teoria delle superfici algebriche. |
| 1978 | Helsinki       | Pierre Deligne                   | Institut des Hautes Études Scientifiques                         | Per aver dato soluzione alle tre congetture di Weil riguardanti generalizzazioni dell'ipotesi di Riemann per campi finiti. Il suo lavoro ha contribuito molto all'unificazione della geometria algebrica con la teoria dei numeri algebrica. |
| 1978 | Helsinki       | Charles Fefferman                | Università di Princeton                                          | Per aver contribuito a varie innovazioni nella revisione dello studio dell'analisi complessa multidimensionale, trovando generalizzazioni corrette per risultati classici (in bassa dimensione). |
| 1978 | Helsinki       | Grigory Margulis                 | Università statale di Mosca                                      | Per aver fornito analisi innovative della struttura dei gruppi di Lie. Il suo lavoro ricade negli ambiti della combinatoria, della geometria differenziale, della teoria ergodica, dei sistemi dinamici e dei gruppi di Lie. |
| 1978 | Helsinki       | Daniel Quillen                   | Massachusetts Institute of Technology                            | Per essere stato il primo architetto della K-teoria algebrica, un nuovo strumento che utilizza con successo idee e metodi geometrici e topologici per formulare e risolvere importanti problemi di algebra, in particolare in teoria degli anelli e dei moduli. |
| 1982 | Varsavia       | Alain Connes                     | Institut des Hautes Études Scientifiques                         | Per aver contribuito alla teoria degli operatori algebrici, in particolare al teorema di classificazione e struttura generale per i fattori di tipo III, alla classificazione degli automorfismi dei fattori iperfiniti, alla classificazione dei fattori iniettivi e alle applicazioni della teoria delle C*-algebre alla foliazione e alla geometria differenziale in generale. |
| 1982 | Varsavia       | William Thurston                 | Università di Princeton                                          | Per aver rivoluzionato la studio della topologia in 2 e 3 dimensioni, mostrando l'interconnessione tra analisi, topologia e geometria. Per aver contribuito all'idea che una classe molto vasta di varietà tridimensionali chiuse avessero struttura iperbolica. |
| 1982 | Varsavia       | Shing-Tung Yau                   | Institute for Advanced Study                                     | Per aver contribuito al campo delle equazioni differenziali, alla congettura di Calabi in geometria algebrica, alla congettura della massa positiva nella teoria della relatività generale, alle equazioni reali e complesse di Monge-Ampere. |
| 1986 | Berkeley       | Simon Donaldson                  | Università di Oxford                                             | Per il suo lavoro sulla topologia delle varietà quadridimensionali, specialmente per aver mostrato l'esistenza di una struttura differenziale nello spazio euclideo quadridimensionale differente dalla struttura classica. |
| 1986 | Berkeley       | Gerd Faltings                    | Università di Princeton                                          | Per la sua dimostrazione della congettura di Mordell, utilizzando metodi di geometria aritmetica algebrica. |
| 1986 | Berkeley       | Michael Freedman                 | Università della California, San Diego                           | Per aver sviluppato nuovi metodi nell'analisi topologica di varietà quadridimensionali. Uno dei suoi risultati è stata la dimostrazione della congettura di Poincaré in quattro dimensioni. |
| 1990 | Kyoto          | Vladimir Drinfeld                | Università di Charkiv                                            | Per il suo lavoro sui gruppi quantistici e in teoria dei numeri. |
| 1990 | Kyoto          | Vaughan F. R. Jones              | Università della California - Berkeley                           | Per la scoperta di un'inaspettata connessione tra lo studio matematico dei nodi (un argomento che risale al XIX secolo) e la meccanica statistica, una forma di matematica utilizzata per studiare sistemi complessi contenenti un gran numero di componenti. |
| 1990 | Kyoto          | Shigefumi Mori                   | Università di Kyoto                                              | Per aver dimostrato la congettura di Hartshorne e per il suo lavoro sulla classificazione delle varietà algebriche tridimensionali. |
| 1990 | Kyoto          | Edward Witten                    | Institute for Advanced Study                                     | Per aver dimostrato nel 1981 il teorema dell'energia positiva nella relatività generale. |
| 1994 | Zurigo         | Jean Bourgain                    | Institut des Hautes Études Scientifiques                         | Per il suo lavoro, che comprende vari argomenti centrali dell'analisi matematica: la geometria degli spazi di Banach, la convessità in più dimensioni, l'analisi armonica, la teoria ergodica, le equazioni alle derivate parziali non lineari della fisica matematica. |
| 1994 | Zurigo         | Pierre-Louis Lions               | Università di Parigi Dauphine                                    | ...queste equazioni alle derivate parziali non lineari non hanno soluzioni lisce o nemmeno di classe C1 dopo breve tempo. L'unica opzione è quindi ricercare qualche tipo di soluzione "debole". Questo corrisponde in effetti a capire come permettere alcune singolarità "fisicamente corrette" e impedirne altre. Lions e Crandall hanno iniziato ad affrontare il problema concentrandosi sulle soluzioni per la viscosità, che sono definite in termini di disuguaglianze valide ovunque il grafico della soluzione sia toccato su un lato o sull'altro da una funzione di test derivabile. |
| 1994 | Zurigo         | Jean-Christophe Yoccoz           | Università di Parigi-Sud 11                                      | Per aver dimostrato le proprietà di stabilità: stabilità dinamica, come quella cercata per il sistema solare, o stabilità strutturale, cioè la costanza delle proprietà globali del sistema al variare dei parametri. |
| 1994 | Zurigo         | Efim Zelmanov                    | Università della California, San Diego                           | Per la sua soluzione al problema di Burnside ristretto. |
| 1998 | Berlino        | Richard Borcherds                | Università della California - Berkeley e Università di Cambridge | Per il suo lavoro nell'introdurre le algebre di vertice, la dimostrazione della congettura Moonshine, la scoperta di una nuova classe di prodotti automorfi infiniti. |
| 1998 | Berlino        | Timothy Gowers                   | Università di Cambridge                                          | Per aver dato importanti contributi all'analisi funzionale, facendo un uso estensivo dei metodi della combinatoria. Questi due campi in apparenza hanno poco in comune, e uno dei traguardi più significativi di Gowers è stato combinarli con costrutto. |
| 1998 | Berlino        | Maxim Kontsevich                 | Institut des Hautes Études Scientifiques e Rutgers University    | Per i suoi contributi a quattro problemi di geometria. |
| 1998 | Berlino        | Curtis T. McMullen               | Università di Harvard                                            | Per aver dato importanti contributi a varie branche della teoria dei sistemi dinamici, quali lo studio algoritmico delle equazioni polinomiali, lo studio della distribuzione dei punti di un reticolo di un gruppo di Lie, la geometria iperbolica, la dinamica olomorfa, la rinormalizzazione delle mappe di intervallo. |
| 2002 | Pechino        | Laurent Lafforgue                | Institut des Hautes Études Scientifiques                         | Per la sua dimostrazione della corrispondenza di Langlands per il gruppo lineare completo GLr (r>=1) su campi di funzioni. |
| 2002 | Pechino        | Vladimir Voevodsky               | Institute for Advanced Study                                     | Per aver definito e sviluppato la coomologia motivica e la teoria dell'A1-omotopia di varietà algebriche, per aver dimostrato la congettura di Milnor nella K-teoria dei campi. |
| 2006 | Madrid         | Andrei Okounkov                  | Università di Princeton                                          | Per i suoi contributi nel collegamento tra probabilità, teoria delle rappresentazioni e geometria algebrica. |
| 2006 | Madrid         | Grigori Perelman (rifiutata)     | Nessuna                                                          | Per i suoi contributi alla geometria e la sua visione rivoluzionaria della struttura analitica e geometrica del flusso di Ricci. |
| 2006 | Madrid         | Terence Tao                      | Università della California, Los Angeles                         | Per il suo contributo alle equazioni alle derivate parziali, alla combinatoria, all'analisi armonica, alla teoria dei numeri additiva. |
| 2006 | Madrid         | Wendelin Werner                  | Università di Parigi Sud 11                                      | Per i suoi contributi allo sviluppo dell'evoluzione di Loewner stocastica, al moto browniano geometrico in due dimensioni, alla teoria di campo conforme. |
| 2010 | Hyderabad      | Elon Lindenstrauss               | Università ebraica di Gerusalemme e Università di Princeton      | Per i suoi risultati sulla rigidità di misura nella teoria ergodica, e le applicazioni alla teoria dei numeri. |
| 2010 | Hyderabad      | Ngô Bảo Châu                     | Università di Parigi-Sud 11 e Institute for Advanced Study       | Per la dimostrazione del lemma fondamentale nella teoria delle forme automorfe, attraverso l'introduzione di nuovi metodi algebrico-geometrici. |
| 2010 | Hyderabad      | Stanislav Smirnov                | Università di Ginevra                                            | Per la dimostrazione dell'invarianza conforme della percolazione, e del modello di Ising planare in fisica statistica. |
| 2010 | Hyderabad      | Cédric Villani                   | École normale supérieure de Lyon e Istituto Henri-Poincaré       | Per la dimostrazione dello smorzamento di Landau non lineare, e della convergenza all'equilibrio per l'equazione di Boltzmann. |
| 2014 | Seul           | Artur Avila                      | Instituto Nacional de Matemática Pura e Aplicada e CNRS          | Per i suoi profondi contributi alla teoria dei sistemi dinamici, che hanno cambiato l'aspetto della disciplina, usando l'idea di rinormalizzazione come principio unificante. |
| 2014 | Seul           | Manjul Bhargava                  | Università di Princeton                                          | Per aver sviluppato potenti metodi nella geometria dei numeri, che ha applicato al calcolo degli anelli di piccolo rango e alla limitazione del rango medio delle curve ellittiche. |
| 2014 | Seul           | Martin Hairer                    | Università di Warwick                                            | Per i suoi straordinari contributi alla teoria delle equazioni alle derivate parziali stocastiche, in particolare per aver creato una teoria delle strutture regolari per tali equazioni. |
| 2014 | Seul           | Maryam Mirzakhani                | Università di Stanford                                           | Per i suoi straordinari contributi alla dinamica e alla geometria delle superfici di Riemann e dei loro spazi di moduli. |
| 2018 | Rio de Janeiro | Caucher Birkar                   | Università di Cambridge                                          | Per la sua prova sulla limitatezza delle varietà di Fano e per il contributo al programma del minimo modello. |
| 2018 | Rio de Janeiro | Alessio Figalli                  | Politecnico di Zurigo                                            | Per i contributi alla teoria del trasporto ottimale e alle sue applicazioni alle equazioni alle derivate parziali, alla geometria metrica e alla probabilità. |
| 2018 | Rio de Janeiro | Peter Scholze                    | Università di Bonn                                               | Per aver trasformato la geometria algebrica aritmetica su campi p-adici attraverso la sua introduzione degli spazi perfettoidi, con applicazione a rappresentazioni di Galois e per lo sviluppo di nuove teorie sulla coomologia. |
| 2018 | Rio de Janeiro | Akshay Venkatesh                 | Università di Stanford                                           | Per la sua sintesi della teoria analitica dei numeri, della dinamica omogenea, della topologia e della teoria delle rappresentazioni, che ha risolto problemi aperti in aree come l'equidistribuzione degli oggetti aritmetici. |
| 2022 | Helsinki       | Hugo Duminil-Copin               | Institut des Hautes Études Scientifiques                         | Per aver risolto problemi di vecchia data nella teoria probabilistica delle transizioni di fase nella fisica statistica, specialmente in dimensione tre e quattro. |
| 2022 | Helsinki       | June Huh                         | Università di Princeton                                          | Per aver portato le idee della teoria di Hodge in combinatoria, la dimostrazione della congettura di Dowling-Wilson per i reticoli geometrici, la dimostrazione della congettura di Heron-Rota-Welsh per le matroidi, lo sviluppo della teoria dei polinomi di Lorentz e la dimostrazione della congettura forte di Mason. |
| 2022 | Helsinki       | James Maynard                    | Università di Oxford                                             | Per i contributi alla teoria analitica dei numeri, che hanno portato a importanti progressi nella comprensione della struttura dei numeri primi e nell'approssimazione diofantea. |
| 2022 | Helsinki       | Maryna Viazovska                 | Politecnico Federale di Losanna                                  | Per la dimostrazione che il reticolo {\displaystyle E_{8}} fornisce l'impacchettamento più denso di sfere identiche in 8 dimensioni e per ulteriori contributi a problemi estremali correlati e problemi di interpolazione nell'analisi di Fourier. |

### Vincitori per paese
| Nazione          | Numero di premi |
| ---------------- | --------------- |
| Stati Uniti      | 13              |
| Francia          | 11              |
| Regno Unito      | 7               |
| Russia           | 6               |
| Giappone         | 3               |
| Unione Sovietica | 3               |
| Australia        | 2               |
| Belgio           | 2               |
| Germania         | 2               |
| Iran             | 2               |
| Italia           | 2               |
| Austria          | 1               |
| Brasile          | 1               |
| Corea del Sud    | 1               |
| Finlandia        | 1               |
| Hong Kong        | 1               |
| Israele          | 1               |
| Norvegia         | 1               |
| Nuova Zelanda    | 1               |
| Svezia           | 1               |
| Vietnam          | 1               |
| Ucraina          | 1               |

## Storia
In occasione del Congresso internazionale dei matematici di Toronto nel 1924, fu stabilito che a ogni Congresso successivo sarebbero state assegnate due medaglie d'oro per lo straordinario contributo alla matematica. Il professore J.C. Fields, un matematico canadese segretario di quel Congresso del 1924, più tardi donerà i fondi per l'istituzione del premio e in virtù di questa donazione il premio viene assegnato in suo onore. Nel 1966 si stabilì che, alla luce della grande espansione dei campi di ricerca in matematica, le medaglie assegnate a ogni Congresso sarebbero state quattro e non più due.
Nel 1954 Jean-Pierre Serre, a 27 anni, divenne il più giovane vincitore della medaglia Fields.
Nel 1966, Alexander Grothendieck boicottò l'ICM di Mosca, per protestare contro l'azione militare sovietica nei paesi dell'Europa Orientale. Léon Motchane, fondatore e direttore dell'Institut des Hautes Études Scientifiques partecipò alla cerimonia e ritirò il premio al posto di Grothendieck.
Nel 1970 Sergej Novikov, a causa delle restrizioni impostegli dal governo sovietico, non poté recarsi a Nizza per ricevere il premio.
Nel 1978 Grigory Margulis, a causa delle restrizioni impostegli dal governo sovietico, non poté recarsi a Helsinki per ricevere il premio. Il premio fu ritirato al suo posto da Jacques Tits
Nel 1982 si sarebbe dovuto tenere a Varsavia ma fu rinviato all'anno seguente a causa della legge marziale introdotta in Polonia il 13 dicembre 1981. I premi furono annunciati alla nona Assemblea generale dell'IMU e consegnati al congresso di Varsavia nel 1983.
Nel 1990 Edward Witten divenne il primo, e finora unico, fisico a ricevere la medaglia Fields.
Nel 1994 venne assegnato a Andrew Wiles un premio speciale per aver dimostrato l'ultimo teorema di Fermat. Non gli venne assegnata la medaglia vera e propria perché al momento della dimostrazione aveva già compiuto 40 anni. Wiles fornì una prima dimostrazione a 39 anni (e quindi passibile di premiazione), rivelatasi poi errata.
Nel 1998, all'ICM, Andrew Wiles fu premiato dal presidente del comitato di selezione, Yuri I. Manin, con la prima targa d'argento dell'IMU come riconoscimento per aver dimostrato l'ultimo teorema di Fermat. Questo premio è stato assegnato perché a quell'epoca Wiles era al di sopra del limite d'età per ricevere la medaglia Fields.
Nel 2006 Grigori Perelman, che dimostrò la congettura di Poincaré, rifiutò la medaglia Fields e non prese parte al congresso.
Nel 2014 la medaglia è stata assegnata per la prima volta a una donna, l'iraniana Maryam Mirzakhani.

### Numero di medagliati per Stato
| Stati Uniti                       | 14 | Jesse Douglas, 1936 · John Milnor, 1962 · Paul Cohen, 1966 · Stephen Smale, 1966 · John G. Thompson, 1970 · David Mumford, 1974 · Charles Fefferman, 1978 · Daniel Quillen, 1978 · William Thurston, 1982 · Michael Freedman, 1986 · Edward Witten, 1990 · Curtis T. McMullen, 1998 · Manjul Bhargava, 2014 |
| Francia                           | 12 | Laurent Schwartz, 1950 · Jean-Pierre Serre, 1954 · René Thom, 1958 · Alain Connes, 1982 · Pierre-Louis Lions, 1994 · Jean-Christophe Yoccoz, 1994 · Laurent Lafforgue, 2002 · Wendelin Werner, 2006 · Ngô Bảo Châu, 2010 (anche Vietnam) · Cédric Villani, 2010 · Artur Avila, 2014 (anche Brasile)         |
| Unione Sovietica (3) / Russia (6) | 9  | Sergej Novikov, 1970 · Grigory Margulis, 1978 · Vladimir Drinfeld, 1990 · Efim Zelmanov, 1994 · Maxim Kontsevich, 1998 · Vladimir Voevodsky, 2002 · Andrei Okounkov, 2006 · Grigori Perelman, 2006 · Stanislav Smirnov, 2010                                                                                |
| Regno Unito                       | 7  | Klaus Roth, 1958 · Michael Atiyah, 1966 · Alan Baker, 1970 · Simon Donaldson, 1986 · Richard Borcherds, 1998 · Timothy Gowers, 1998 |
| Giappone                          | 3  | Kunihiko Kodaira, 1954 · Heisuke Hironaka, 1970 · Shigefumi Mori, 1990 |
| Belgio                            | 2  | Pierre Deligne, 1978 · Jean Bourgain, 1994 |
| Italia                            | 2  | Enrico Bombieri, 1974 · Alessio Figalli, 2018 |
| Germania Ovest (1) / Germania (1) | 2  | Gerd Faltings, 1986 · Peter Scholze, 2018 |
| Iran                              | 2  | Maryam Mirzakhani, 2014 · Caucher Birkar, 2018 |
| Australia                         | 1  | Terence Tao, 2006 |
| Hong Kong                         | 1  | Shing-Tung Yau, 1982 |
| Finlandia                         | 1  | Lars Ahlfors, 1936 |
| India                             | 1  | Akshay Venkatesh, 2018 |
| Israele                           | 1  | Elon Lindenstrauss, 2010 |
| Norvegia                          | 1  | Atle Selberg, 1950 |
| Nuova Zelanda                     | 1  | Vaughan F. R. Jones, 1990 |
| Svezia                            | 1  | Lars Hörmander, 1962 |
| Vietnam                           | 1  | Ngô Bảo Châu, 2010 (anche Francia) |
| Brasile                           | 1  | Artur Avila, 2014 (anche Francia) |
| Austria                           | 1  | Martin Hairer, 2014 |
| Canada                            | 1  | Manjul Bhargava, 2014 |
| Corea del Sud                     | 1  | Manjul Bhargava, 2014 |
| Ucraina                           | 1  | Manjul Bhargava, 2014 |
| Apolidi                           | 1  | Alexander Grothendieck, 1966 |

### Numero di medagliati per istituto di appartenenza
Al momento della cerimonia i medagliati lavoravano nelle seguenti istituzioni:
| Princeton University                             | 9 |  |  |
| Università di Parigi                             | 8 |  |  |
| Institute for Advanced Study                     | 6 |  |  |
| Institut des Hautes Études Scientifiques         | 6 |  |  |
| University of Cambridge                          | 4 |  |  |
| Harvard University                               | 4 |  |  |
| University of Oxford                             | 4 |  |  |
| Massachusetts Institute of Technology            | 2 |  |  |
| Stanford University                              | 2 |  |  |
| University of California, Berkeley               | 2 |  |  |
| Libera Università di Bruxelles                   | 2 |  |  |
| Università statale di Mosca                      | 2 |  |  |
| Imperial College London                          | 2 |  |  |
| Scuola politecnica federale di Losanna           | 1 |  |  |
| École normale supérieure de Lyon                 | 1 |  |  |
| Politecnico federale di Zurigo                   | 1 |  |  |
| Scuola Normale Superiore di Pisa                 | 1 |  |  |
| Università ebraica di Gerusalemme                | 1 |  |  |
| University of California, Los Angeles            | 1 |  |  |
| University of California, San Diego              | 1 |  |  |
| Università di Ginevra                            | 1 |  |  |
| Università di Charkiv                            | 1 |  |  |
| Università di Kyoto                              | 1 |  |  |
| Università di Nancy                              | 1 |  |  |
| Università di Pisa                               | 1 |  |  |
| Rutgers University                               | 1 |  |  |
| Università di Stoccolma                          | 1 |  |  |
| Università di Strasburgo                         | 1 |  |  |
| University of Wisconsin                          | 1 |  |  |
| Università di Warwick                            | 1 |  |  |
| Instituto Nacional de Matemática Pura e Aplicada | 1 |  |  |

## Nel cinema e nella televisione
- Nel film Racconto di Natale (2008), il personaggio interpretato da Hippolyte Girardot ha ricevuto la medaglia Fields. L'incarico di scrivere le formule sul tavolo alla quale lavora il personaggio di Girardot è stato conferito a Cédric Villani, successivamente (2010) insignito della medaglia Fields.
- Nel film Will Hunting - Genio ribelle, il personaggio fittizio di Gerald Lambeau avrebbe vinto la medaglia Fields per i suoi studi sul calcolo combinatorio.
- Nel film A Beautiful Mind, John Forbes Nash si rammarica di non aver mai vinto la medaglia Fields.
- Nella serie televisiva Eureka, Nathan Stark sostiene di aver ricevuto la medaglia Fields.
- Nel terzo episodio della seconda stagione della serie televisiva Numb3rs, Charlie Eppes e Larry Fleinhardt spiegano a Megan Reeves l'inesistenza del premio Nobel per la matematica riportando la diffusa tesi secondo la quale il premio per la matematica non sarebbe stato istituito in quanto Alfred Nobel avrebbe scoperto che una sua amante lo aveva tradito con un famoso matematico.

## Altri premi di ambito matematico
- Premio Abel
- Premio Bartolozzi
- Bôcher Memorial Prize
- Premio Caccioppoli
- Premio Clay
- Premio Cole
- Medaglia De Morgan
- Premio Fermat
- Premio Carl Friedrich Gauss
- Premio Gödel
- Premio Loève
- Premio Nevanlinna
- Premio Schock
- Premio Steele
- Premio Turing
- Premio Wolf per la matematica